# Dendrolaelaps rectus
Dendrolaelaps (Foveodendrolaelaps) rectus – gatunek roztocza z kohorty żukowców i rodziny Digamasellidae.
Gatunek ten opisany został w 1962 roku przez W. Karga.
Roztocz ten ma na przednim brzegu tarczki opistonotalnej dwa V-kształtne wcięcia z poprzeczną płytką przykrywającą. Perytremy sięgają u niego co najmniej do poziomu pierwszej pary szczecinek sternalnych, a tarczka perytremalna zlana jest z podonotalną.